# Jüdische Gemeinde Unterschüpf
Die Jüdische Gemeinde in Unterschüpf, einem Stadtteil von Boxberg im Main-Tauber-Kreis (Baden-Württemberg), bestand ab dem 17. Jahrhundert bis um 1870.

## Geschichte
Die jüdische Gemeinde Unterschüpf bestand ab dem 17./18. Jahrhundert. Erstmals werden 1643 Juden in Unterschüpf genannt. 1797 waren elf jüdische Familien am Ort, 1838 wurde mit 64 jüdischen Personen der Höchststand erreicht. Die jüdische Gemeinde Unterschüpf unterhielt die Synagoge Unterschüpf, einen Unterrichtsraum und vermutlich auch ein rituelles Bad. Auf dem jüdischen Friedhof Unterbalbach wurden vermutlich die Toten der jüdischen Gemeinde beigesetzt. Ein eigener jüdischer Lehrer wurde angestellt, der auch als Vorbeter tätig war. Die jüdische Gemeinde Unterschüpf war dem Bezirksrabbinat Merchingen zugeteilt.
Im Zusammenhang mit den Revolutionsjahren 1848/49 kam es zu schweren Ausschreitungen gegen Juden und Plünderungen jüdischer Häuser. Auch wenn Unterschüpfer Bürger selbst nicht daran beteiligt waren, kam es zu einer beschleunigten Abwanderung oder Auswanderung der Unterschüpfer Juden. 1875 lebten nur noch zwei jüdische Einwohner in Unterschüpf und es kam zur Auflösung der jüdischen Gemeinde.